# شريف ليلة
شريف ليلة (- 13 مايو 2025)، هو ممثل مصري، ومن أشهر أعماله، فيلم أسماء عام 2011، ومسلسل حكايات بنات عام 2012، ومسلسل لعبة إبليس عام 2015، ومسلسل شبر ميه عام 2019، ومسلسل أهو ده اللي صار عام 2019.

## حياته
ارتبط اسم شريف ليلة بعدد من المشاركات السينمائية خلال مسيرته، أولها في عام 2005 في مسلسل نزار قباني، وبعد ذلك فيلم أوقات فراغ عام 2006 وفيلم بوشكاش في 2008 ثم مسلسل الجامعة عام 2011، وفيلم أسماء الذي عرض في نفس العام، كما شارك في فيلم خط الموت الذي صدر في عام 2019، حيث ترك بصمة واضحة في كلا العملين، وامتد نشاط شريف ليلة إلى الشاشة من خلال عدة أعمال درامية، بدأها بمسلسل حكايات بنات عام 2012، ثم ظهر لاحقًا في مسلسل لعبة إبليس عام 2015، ثم في مسلسل شبر ميه عام 2019، بالإضافة لمشاركته في مسلسل أهو ده اللي صار في نفس العام، وفي السنوات الأخيرة، شارك في مسلسل ضرب نار عام 2023، وظهر في أحدث أعماله ضمن مسلسل صلة رحم الذي عُرض عام 2024.

## وفاته
رحل يوم 13 مايو 2025، حيث أعلن نجله رحيله.

## روابط خارجية
- شريف ليلة على موقع قاعدة بيانات الأفلام العربية